# بيلنجكات
Bellingcat هو موقع صحافة استقصائية متخصصة في تدقيق الحقائق واستخبارات المصادر المفتوحة (OSINT). أسسها الصحفي البريطاني والمدون السابق إليوت هيغينز في يوليو 2014. ينشر Bellingcat نتائج تحقيقات الصحافيين المحترفين والمواطنين في مناطق الحرب وانتهاكات حقوق الإنسان. ينشر المساهمون في الموقع أيضًا أدلة لتقنياتهم، بالإضافة إلى دراسات الحالة.
بدأ Bellingcat كتحقيق في استخدام الأسلحة في الحرب الأهلية السورية. تقاريرها عن الحرب في دونباس (بما في ذلك إسقاط رحلة الخطوط الجوية الماليزية 17 )، وحادثة تسمم سيرغي ويوليا سكريبال، والحرب الأهلية اليمنية، وتسميم سكريبال والقتل الجماعي من قبل الجيش الكاميروني.

## حالات ملحوظة

### الحرب في شرق أوكرانيا
نشر في 21 ديسمبر 2016 تقرير من قبل Bellingcat يحلل استخدام المدفعية الروسية في صيف عام 2014 ضد القرى الأوكرانية.

### الحرب الأهلية السورية

أراضي داعش (الرمادية) 2014-2016

بدءًا من مارس 2011 بعد أن تحولت الاحتجاجات السياسية إلى أعمال عنف، كانت الحرب الأهلية السورية نزاعًا مستمرًا بين الجمهورية العربية السورية والمعارضة السورية والدولة الإسلامية في العراق والشام ومقاتلين آخرين. تحلل تقارير بيلنجكات في المقام الأول الفصائل المتحاربة، والأسلحة والدروع التي تستخدمها، بالإضافة إلى الأخبار التي لاتنشر عادة عبر وسائل الإعلام الرئيسية. تستخدم Bellingcat شبكة من المساهمين المتخصصين في البحث عن المصادر المفتوحة ووسائل التواصل الاجتماعي، وتنشئ أدلة ودراسات حالة حتى يتعلم الآخرون فعل الشيء نفسه.

### الحرب الأهلية اليمنية
نشرت بيلنجكات أنه في الغارة الجوية على محافظة حجة عام 2018، صنعت القنبلة من قبل شركة ريثيون الأمريكية

### إطلاق نار في مسجد كرايستشيرش
في أعقاب إطلاق النار على مسجد كرايستشيرش، نشر بيلنجكات ما أشارت إليه مجلة كولومبيا للصحافة على أنه "تقرير شامل وسياق عن دوافع وتحركات قاتل كرايستشيرش". في منشور على الإنترنت، كرر تارانت الحديث عن " الإبادة الجماعية للبيض "، ويقول إن قتله لعشرات المسلمين يرجع إلى كونهم "غزاة" يتزاوجون مع العرق الأبيض. يشير روبرت إيفانز إلى البيان على أنه تافه، بغرض إثارة رد فعل عاطفي لدى المشاهدين الأقل ذكاءً على الإنترنت."

## جوائز
- حصل إليوت هيغينز وبيلنجكات في عام 2015، على الجائزة الخاصة لجائزة هانز يواكيم فريدريش.[16]
- فاز عضو بيلينجكات Christiaan Triebert [الإنجليزية] بجائزة الابتكار للصحافة الأوروبية في عام 2017، لإعادة البناء التفصيلي لمحاولة الانقلاب التركية عام 2016 في مقال في موقع Bellingcat بعنوان الانقلاب التركي من خلال عيون المتآمرين عليه.[17]
- حصلت Bellingcat على جائزة Golden Nica of Ars Electronica للمجتمعات الرقمية في عام 2018.[18]
- حصل كريستو جروزيف وفريقه على جائزة الصحافة الاستقصائية من جائزة الصحافة الأوروبية وفي عام 2019، للتعرف على الرجلين اللذين زُعم أنهما سمما سيرجي ويوليا سكريبال.[19]
- حصلت شركتي Bellingcat و Newsy على جائزة Scripps Howard للابتكار في الصحافة الاستقصائية التي تسلط الضوء على الصراع الدولي في عام 2019.[20]
- حصلت بيلينجكات في عام 2019، على جائزة نادي الصحافة في لندن لأفضل صحفي رقمي لهذا العام.[21]
- حصل بودكاست Bellingcat في عام 2019، على رحلة الخطوط الجوية الماليزية رقم 17 على جائزة جمعية الدراسات السياسية لأفضل بودكاست سياسي لهذا العام.[22]
- حصلت بيلينجكات على Machiavelli Prize [machiavelliprijs] وفي عام 2019، من مؤسسة مكيافيلي في هولندا.[23][24]
- رشحت Bellingcat وNewsy لجائزة Emmy للأخبار والأفلام الوثائقية في فئة الأساليب الجديدة المتميزة: الأخبار الحالية في عام 2020.[25]
- فازت Bellingcat في عام 2020، بجوائز صناعة الصوت والراديو البرونزية لأفضل مسلسل واقعي والفضية لأفضل بودكاست مستقل لبودكاست الخطوط الجوية الماليزية Flight 17.[26]
- فاز برنامج Bellingcat Podcast - السلسلة 2 بجائزة الراديو والبودكاست في حفل توزيع جوائز منظمة العفو الإعلامية لعام 2021.[27]
- في عام 2021، فازت سي إن إن وبيلنجكات بجائزتي إيمي ، تقرير استقصائي متميز في نشرة إخبارية وبحث متميز: أخبار تتعلق بالتحقيق في تسميم زعيم المعارضة الروسية أليكسي نافالني في عام 2021.[28]
- حصلت شركة Bellingcat ومديرها التنفيذي كريستو جروزيف على جائزة ICFJ للابتكار في إعداد التقارير الدولية في عام 2022.[29]
- حصلت بيلينجكات على لقب أفضل منظمة إعلامية إخبارية دولية لهذا العام في عام 2022.[30]
- فازت شركة Bellingcat بجائزة WIN WIN Gothenburg للاستدامة لأساليبها المبتكرة في عام 2023، والتي أدت إلى ظهور جيل جديد من الصحافة الاستقصائية.[31]
- مُنحت جائزة آن جاكوبسن التذكارية لشركة Bellingcat لالتزامها الثابت بالصحافة الشفافة والموثوقة ي عام 2023.[32]